# Halowe Mistrzostwa Europy w Lekkoatletyce 1977 – skok w dal kobiet
Skok w dal kobiet – jedna z konkurencji technicznych rozgrywanych podczas halowych lekkoatletycznych mistrzostw Europy w hali Velódromo de Anoeta w San Sebastián. Rozegrano od razu finał 13 marca 1977. Zwyciężyła reprezentantka Czechosłowacji Jarmila Nygrýnová. Tytułu zdobytego na poprzednich mistrzostwach nie broniła Lidija Ałfiejewa ze Związku Radzieckiego.

## Rezultaty
Rozegrano od razu finał, w którym wzięło udział 9 zawodniczek.

Opracowano na podstawie materiału źródłowego.
| Poz. | Zawodniczka       | Reprezentacja   | Próby | Próby | Próby | Próby | Próby | Próby | Wynik |
| Poz. | Zawodniczka       | Reprezentacja   | 1     | 2     | 3     | 4     | 5     | 6     | Wynik |
| ---- | ----------------- | --------------- | ----- | ----- | ----- | ----- | ----- | ----- | ----- |
| 01 ! | Jarmila Nygrýnová | Czechosłowacja  | 6,50  | 6,63  | 6,48  | 6,60  | 6,55  | 6,53  | 6,63  |
| 02 ! | Ildikó Erdélyi    | Węgry           | 6,15  | 6,55  | 6,37  | 6,25  | 6,47  | 6,47  | 6,55  |
| 03 ! | Heidemarie Wycisk | NRD             | 6,37  | 6,40  | 6,35  | 6,27  | 6,21  | 6,20  | 6,40  |
| 4.   | Tetiana Skaczko   | ZSRR            | x     | 6,05  | 6,17  | 6,40  | 6,12  | x     | 6,40  |
| 5.   | Anke Weigt        | RFN             | 6,17  | 6,19  | 6,34  | 6,39  | 6,21  | x     | 6,39  |
| 6.   | Sue Reeve         | Wielka Brytania | 6,02  | x     | 6,18  | 5,98  | 6,10  | 6,23  | 6,23  |
| 7.   | Karin Hänel       | RFN             | 6,03  | 6,04  | x     | 6,13  | 5,98  | 6,21  | 6,21  |
| 8.   | Jacqueline Curtet | Francja         | 6,04  | 6,19  | 6,07  | 6,16  | 5,87  | 5,91  | 6,19  |
| 9.   | Conceição Alves   | Portugalia      | 5,79  | 5,68  | 5,98  |       |       |       | 5,98  |